# Ameerega andina
Ameerega andina är en groddjursart som först beskrevs av Myers och Patricia A. Burrowes 1987.  Ameerega andina ingår i släktet Ameerega och familjen pilgiftsgrodor. IUCN kategoriserar arten globalt som otillräckligt studerad. Inga underarter finns listade i Catalogue of Life.